# Sergio Osmeña Jr.
Sergio Veloso Osmeña Jr., detto Serging (Cebu, 4 dicembre 1916 – Los Angeles, 26 marzo 1984), è stato un politico filippino.
Figlio del 4º Presidente delle Filippine Sergio Osmeña, iniziò la propria carriera come governatore della provincia di Cebu negli anni cinquanta del XX secolo. Eletto poi come rappresentante del suo 2º distretto al Congresso e più volte come sindaco di Cebu, alle elezioni presidenziali del 1969 si candidò senza successo contro Ferdinand Marcos. Stretto alleato politico di Benigno Aquino Jr. nonché esponente di spicco del Partito Liberale delle Filippine, nel 1972 partì in esilio con la famiglia a Beverly Hills dopo essere stato accusato dal governo filippino di essere tra i mandanti di un tentato assassinio nei confronti dello stesso Marcos.